# Wilhelm Berkelhammer
Wilhelm Berkelhammer (ur. 14 stycznia 1889 w Tarnowie, zm. 27 sierpnia 1934 w Krakowie) – polski dziennikarz, działacz syjonistyczny. 

## Życiorys
Ukończył studia prawnicze na Uniwersytecie Wiedeńskim, w dniu 26 czerwca 1912 uzyskał tytuł doktora prawa, a następnie powrócił do rodzinnego miasta, gdzie praktykował jako adwokat. Angażował się w działalność ruchu syjonistycznego, należał do partii Hitachdut oraz działał w Centralnej Organizacji Syjonistycznej. Podczas I wojny światowej wyjechał do Wiednia, gdzie zasiadał w zespole redakcyjnym ukazującego się w latach 1917-1919/1920 miesięcznika „Moriah”, następnie po założeniu własnego wydawnictwa „Berkelhammer Verlag” był jego wydawcą. Na przełomie 1919 i 1920 przeprowadził się do Krakowa, gdzie powierzono mu stanowisko redaktora naczelnego gazety „Nowy Dziennik”. Po roku zrezygnował z tej funkcji, w 1922 zamieszkał na krótko w Warszawie i wydawał „Nowiny Codzienne”, w tym samym roku wydał książkę „My i narody świata”. Od 1925 ponownie był redaktorem naczelnym „Nowin Codziennych”, równocześnie pełnił funkcję wiceprezesa krakowskiego Syndykatu Dziennikarzy. Angażował się w działalność licznych żydowskich organizacji kulturalnych i społecznych, był współpracownikiem dziennika „Chwila”, który ukazywał się we Lwowie. Zmarł w 1934 i został pochowany na nowym cmentarzu żydowskim w Krakowie.